# Rolf Göring
Rolf Göring (* 27. Februar 1940 in Lörrach) ist ein ehemaliger deutscher Unternehmer und Automobilrennfahrer. Er gewann 1983 und 1984 die Europa-Bergmeisterschaft.

## Karriere als Rennfahrer
Rolf Göring begann Mitte der 1960er Jahre seine Karriere im Motorsport und startete bei Berg- und Rundstreckenrennen.

### Bergrennen
Seine größten Erfolge im Motorsport errang er in Bergrennen. Von 1967 beginnend startete er bis Ende der 1990er Jahre hauptsächlich mit Porsche 911-Rennwagen und später mit einem BMW M1 in verschiedenen Veranstaltungen und gewann mehrere Siege.
1982 wurde Göring mit einem BMW M1 Internationaler Deutscher Bergmeister. In den beiden nachfolgenden Jahren 1983 und 1984 gewann er ebenfalls auf einem BMW M1 den Europa-Bergmeistertitel in der Klasse Produktionswagen.

### Rundstreckenrennen
Von 1967 bis 1976 trat Göring hauptsächlich mit Porsche-Rennwagen in Nichtmeisterschafts-Rennen, in der Deutschen Automobil-Rundstrecken-Meisterschaft (DARM) und später im Deutschen Automobil-Rundstrecken-Pokal (DARM) an. In dieser Zeit von 1971 bis 1973 fuhr er für das Rennteam Autohaus Max Moritz und errang mehrere Podestplatzierungen.
In der Sportwagen Markenweltmeisterschaft trat er 1971 zusammen mit Klaus Utz in einem Porsche 911 S in der GT+2.0-Klasse an. 1984 und 1985 fuhr er mit einem BMW M1 in der Gruppe B nochmals in der Sportwagen Langstreckenweltmeisterschaft. Seine beste Renn-Platzierung in dieser Rennserie, ein 12. Platz, erreichte er 1985 beim 1000-km-Rennen auf dem Hockenheimring.
1981 fuhr er eine Saison mit einem BMW M1 in der 1. Division der Deutschen Rennsport-Meisterschaft (DRM).
In der folgenden Rennserie Deutsche Tourenwagen-Meisterschaft (DTM) startete er 1985 und 1986 jeweils mit einem BMW 635 CSi.
Für das Alfa-Romeo-Werksteam ging er 1983 mit einem Alfa Romeo Alfetta GTV6 in der Tourenwagen-Europameisterschaft an den Start. 1985 und 1986 trat er in der Rennserie mit einem BMW 635 CSi an. Sein letztes Rennen im Tourenwagensport hatte er 1987 mit einem BMW 325 in Brünn, das er mit dem 18. Platz beendete.
1986, 1988 und 1989 fuhr er im Porsche 944 Turbo Cup.

## Karriere als Unternehmer
Rolf Göring begann nach der Schulausbildung im väterlichen Betrieb eine Ausbildung zum Maler und legte 1957 seine Gesellenprüfung ab. Vier Jahre später, nach bestandener Prüfung als Maler- und Lackierermeister, übernahm er den väterlichen Betrieb.
Das Unternehmen wurde von ihm über die Jahre weiter ausgebaut und um die Abteilung Gerüstbau erweitert. 2000 waren 45 Mitarbeiter dort beschäftigt. 2007 übergab er die Leitung des Unternehmens einer seiner Töchter und zog sich daraus zurück.
Göring heiratete 1961 seine Frau Sigrid, mit der er drei Töchter hat. Seine Frau verstarb 2017.

## Statistik

### Einzelergebnisse in der Sportwagen-Weltmeisterschaft
| Saison | Team         | Rennwagen   | 1   | 2   | 3   | 4   | 5   | 6   | 7   | 8   | 9   | 10  | 11  |
| ------ | ------------ | ----------- | --- | --- | --- | --- | --- | --- | --- | --- | --- | --- | --- |
| 1971   | Max Moritz   | Porsche 911 | BUA | DAY | SEB | BRH | MON | SPA | TAR | NÜR | LEM | ZEL | WAT |
| 1971   | Max Moritz   | Porsche 911 |     |     |     |     |     | 17  |     |     |     | DNF |     |
| 1984   | Rolf Göring  | BMW M1      | MON | SIL | LEM | NÜR | BRH | MOS | SPA | IMO | FUJ | KYA | SAN |
| 1984   | Rolf Göring  | BMW M1      |     | 20  |     | 17  |     |     |     | 11  |     |     |     |
| 1985   | Bäuerle Team | BMW M1      | MUG | MON | SIL | LEM | HOK | MOS | SPA | BRH | FUJ | SEL |     |
| 1985   | Bäuerle Team | BMW M1      |     | 12  |     |     |     |     |     |     |     |     |     |